# Centrale nucléaire de Tsuruga
La centrale nucléaire de Tsuruga (敦賀発電所, Tsuruga hatsudensho) est exploitée par la compagnie japonaise de l'énergie atomique (JAPC). Elle a été construite sur les rives de la baie de Wakasu (préfecture de Fukui), dans la région centrale de Honshu, l'île principale du Japon, sur une faille qu'une expertise de 2013 a considéré comme encore active.

## Description
La centrale de Tsuruga est équipée de deux tranches :
- Tsuruga 1 : d'une puissance de 340 MWe, mis en service en 1969. Cette unité est un réacteur à eau bouillante (REB) construit par l'entreprise américaine General Electric[2]. En mars 2015, l'opérateur JAPC a annoncé le démantèlement du réacteur Tsuruga 1,
- Tsuruga 2 : 1 115 MWe, mis en service en 1986, à l'arrêt depuis la catastrophe de Fukushima en mars 2011. La tranche 2 est un réacteur à eau pressurisée (REP) à quatre boucles construit par l'entreprise japonaise Mitsubishi. Le 10 décembre 2012, le président de l'autorité nucléaire japonaise annonce qu'il serait difficile d'autoriser le redémarrage du réacteur numéro 2 de la centrale de Tsuruga, à l'ouest du pays, à cause du risque de faille sismique active[3].

### Risque sismique
L'Autorité de réglementation du nucléaire (ARN) du Japon affirme que le réacteur n°2 est situé sur une faille active, ce qui peut mettre en péril le site en cas de séisme. L'ARN réclame donc l'arrêt de cette installation.

### Incidents
Un dysfonctionnement du circuit de refroidissement du réacteur n°1 a causé le rejet de 16 tonnes d’eau fortement radioactive. L’accident a été révélé en avril 1981, quarante jours après les faits.

## Autres réacteurs nucléaires

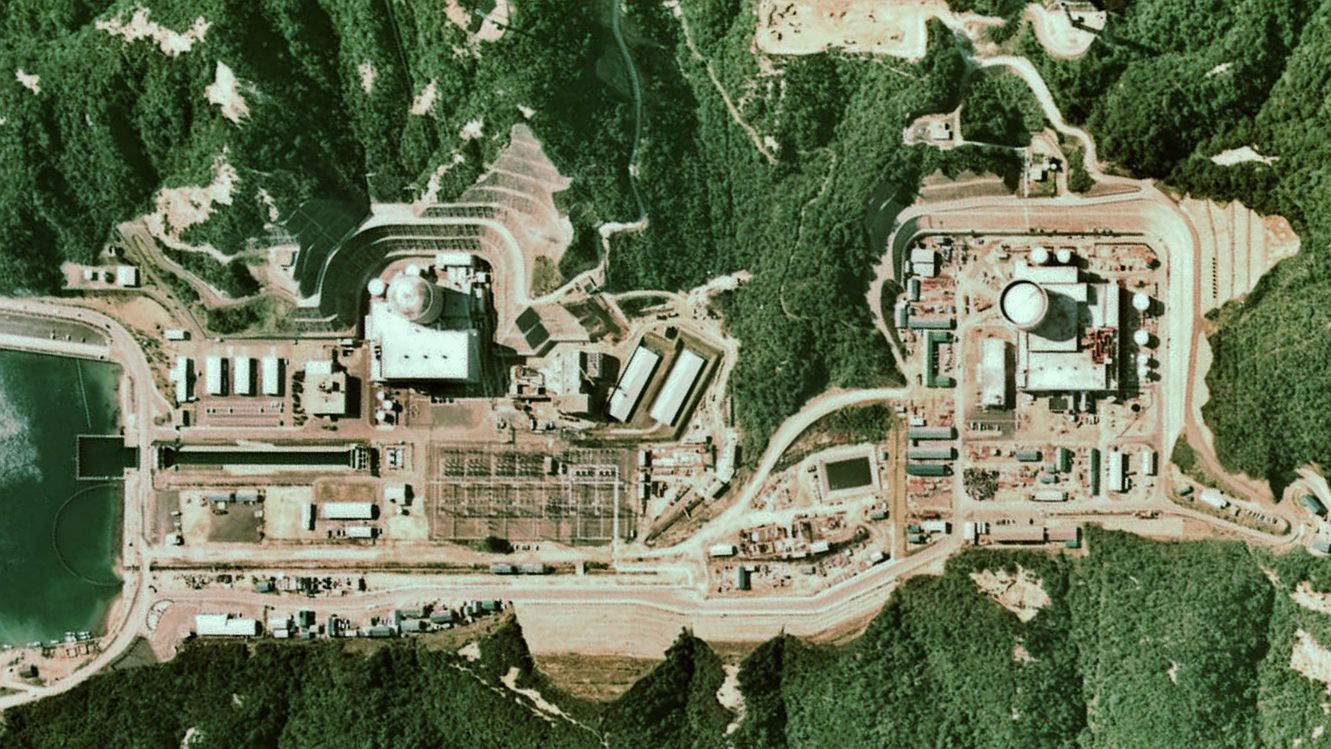
Le réacteur n°1 de Tsuruga (à gauche) et celui de Fungen (à droite) - 1975.

Les deux réacteurs suivants appartiennent à l'Institut japonais du cycle du combustible.

### Fugen
Le réacteur thermique avancé Fugen est un prototype japonais de réacteur nucléaire à l'arrêt depuis mars 2003 et toujours en démantèlement en 2013.  Ce nouveau type de réacteur fait bouillir de l'eau légère comme un réacteur à eau bouillante, mais utilise de l'eau lourde pour modérer la réaction nucléaire comme dans un réacteur à eau lourde de type CANDU. C’était le premier réacteur au monde à avoir un cœur entièrement constitué de combustible MOX.
Le chantier de ce réacteur thermique avancé (en anglais Advanced Thermal reactor ou ATR), construit par Hitachi, débute en mai 1972, et sa mise en service commerciale en mars 1979. D'une puissance nette de 148 mégawatts électriques, il fournit au total 8,45 TWh avec un facteur de charge de 61,9%. 

#### Accidents
En avril 1997, une fuite de tritium est annoncé 30 heures après l'événement. L'enquête montre ensuite qu'il y a déjà eu 11 incidents similaires, ce qui pousse cinq gestionnaires de l'opérateur (à l'époque la Société de développement de réacteur et combustible nucléaire) à démissionner.
En avril 2002, environ 200 mètres cubes de vapeur s'échappent d'un tuyau défectueux. Le réacteur est alors mis à l'arrêt.
Après l'arrêt définitif en 2003, les opérations de démantèlement révèlent de nombreux défauts sur les murs en béton du réacteur.

#### Combustible usé
Fin octobre 2018, un contrat franco-japonais entre Orano et l'Agence japonaise de l'énergie atomique prévoit d'exporter 731 combustibles MOX usés de Fungen vers l'usine de la Hague.

### Monju
Monju est un réacteur à neutrons rapides et à caloporteur sodium japonais de 246 mégawatts électriques en cours de démantèlement. Sa construction avait commencé en 1985 et s'est achevée en 1991. Il a été mis en service en 1994 puis définitivement abandonné en décembre 2016, après avoir fonctionné seulement 250 jours pendant ces 22 années, pour un coût total de 8 milliards d’euros. Son nom fait référence à Manjushri.
Le réacteur de Monju est le premier réacteur à neutrons rapides (RNR) construit par Mitsubishi, et refroidi par du sodium liquide, élément particulièrement difficile à gérer en cas d'incendie. En cela, il est similaire au réacteur français Phénix. Il est à noter que le sodium a été fourni par la société française Métaux Spéciaux - MSSA.
Il est mis à l'arrêt en 1995 en raison d'un accident pendant lequel une fuite de sodium a provoqué un important incendie. Sa remise en service, initialement envisagée fin 2008, est réalisée le 6 mai 2010, en dépit de la controverse menée par des groupes de citoyens et des journaux s'opposant au projet. Le réacteur poursuit alors une phase de recherche dans l'objectif d'être pleinement opérationnel au printemps 2013.
En août 2010, un autre accident provoque à nouveau l'arrêt du réacteur.  En juin 2011, le réacteur n'a produit de l'électricité que pendant une heure depuis les premiers tests effectués il y a plus de 20 ans.
En mai 2013, le réacteur de Monju est toujours à l'arrêt, et l'Autorité de régulation nucléaire japonaise  envisage d'interdire son redémarrage.
En mai 2014, selon le journal Yomiuri shinbun, la France a demandé au Japon de relancer le réacteur Monju, ceci afin de pouvoir y tester les combustibles du projet français de surgénérateur Astrid.
En septembre 2016, le gouvernement japonais s'apprête à arrêter définitivement le réacteur Monju. Selon l'estimation de l'Agence japonaise de l'énergie atomique, le coût du démantèlement de Monju serait d'environ 2,6 milliards d'euros pendant plus de 30 ans. Le gouvernement a déjà dépensé environ 8,6 milliards pour ce projet.
Le 21 décembre 2016, bien que le gouverneur de la préfecture de Fukui refuse le démantèlement du surgénérateur expérimental de Monju, le gouvernement japonais arrête officiellement ce projet qui atteint alors un montant de 8,15 milliards d'euros (1000 milliards de Yens), et la facture du démantèlement est alors estimée à 3,06 milliards d'euros (375 milliards de Yens).
En novembre 2017, on apprend que les concepteurs du "surgénérateur" nucléaire de Monju, au Japon, l'ont conçu sans penser à la façon de vider son circuit de sodium liquide (explosif à l'eau, inflammable à l'air) une fois mis à l'arrêt
En avril 2018, le gouvernement japonais annonce le démantèlement sur trente ans du réacteur de Monju (jusqu'en 2048), pour un coût prévisionnel de 375 milliards de yens, soit 2,86 milliards d’euros.

#### Accidents et incidents connus
Le 8 décembre 1995, dans le réacteur Monju d'intenses vibrations du circuit secondaire de refroidissement causent la rupture d'une sonde thermométrique, permettant la fuite de plusieurs centaines de kg de sodium. Le sodium s'enflammant au contact de l'air, un intense incendie survient, sans pour autant déclencher immédiatement d'alarme ni d'arrêt d'urgence. Le réacteur est arrêté manuellement 90 minutes après le début de la fuite.
Le 26 août 2010, une grue de 3,3 tonnes permettant de remplacer le combustible et un morceau du couvercle de la cuve chutent dans la cuve du réacteur, provoquant la mise à l'arrêt de toute l'installation. L'Agence japonaise de l'énergie atomique  réalise alors plus de 25 tentatives pour récupérer ces éléments dans le réacteur.